# Samaropsis
El género Samaropsis fue creado por Goeppert en 1864. Más tarde Sewart (1917) afirmó que el género se refiere únicamente a las semillas lo relacionado Sámaras.

## Ubicación
En Brasil, las especies fósiles S. gigas, S. kurtzii, S. millaniana, S. rigbyi y S. seixasi se encuentra en Morro Papaleo en el municipio de Mariana Pimentel, en el estado de Rio Grande do Sul es el geoparque Paleorrota en la Formación Río Bonito y fecha de Sakmariense en el Pérmico.